# La Catastrophe du ballon « Le Pax »

Dirigible Pax d'Augusto Sévéro

La Catastrophe du ballon « Le Pax » va ser un curtmetratge mut de 1902 dirigit per Georges Méliès. Va ser estrenat per la Star Film Company de Méliès i està numerat 398 als seus catàlegs.

## Sinopsi
La pel·lícula és una recreació d'una catàstrofe de la vida real que es va produir a París el 12 de maig de 1902. A les 5 a.m. aquell dia, l'inventor brasiler Augusto Severo de Albuquerque Maranhão i el seu mecànic, M. Georges Saché, van partir al dirigible de Severo, el Pax. Tenien la intenció de volar de París a Issy-les-Moulineaux. Tanmateix, mentre els aeronautes encara estaven sobre París a uns 400 metres d'altitud, el motor es va aturar i el dirigible va explotar. Tant Severo com Saché hi van morir.

## Producció
La Catastrophe du ballon « Le Pax » és el penúltim de les Notícies reconstruïdes de Méliès (recreacions escenificades de l'actualitat), fetes entre Éruption volcanique à la Martinique i Le Couronnement du roi Édouard VII. Actualment es presumeix perduda.